# Kaede Nakamura
Kaede Nakamura (中村 楓, Nakamura Kaede), née le 3 août 1991, est une joueuse internationale de football japonaise.

## Biographie
Le 3 mars 2017, elle fait ses débuts avec l'équipe nationale japonaise lors de l'Algarve Cup, contre l'équipe d'Islande. Elle compte 3 sélections en équipe nationale du Japon.

## Statistiques
Le tableau ci-dessous présente les statistiques de Kaede Nakamura en équipe nationale
| Équipe du Japon | Équipe du Japon | Équipe du Japon |
| Année           | Matchs          | Buts            |
| --------------- | --------------- | --------------- |
| 2017            | 3               | 0               |
| Total           | 3               | 0               |